# Rhydian Cowley
Rhydian Cowley (ur. 4 stycznia 1991 w Clayton) – australijski lekkoatleta, chodziarz.
Urodził się 4 stycznia 1991 roku w Clayton w stanie Wiktoria. Ukończył Deakin University. Mieszka w Melbourne, trenując pod okiem Brenta Vallance’a w Glenhuntly Athletics Club. W 2016 roku Cowley reprezentował Australię na Letnich Igrzyskach Olimpijskich rozgrywanych w Rio de Janeiro. W chodzie na 20 kilometrów mężczyzn zawodnik zajął 33. lokatę z wynikiem 1:23:30. W 2020 roku ponownie reprezentował Australię podczas Letnich Igrzyskach Olimpijskich rozgrywanych w Tokio i Sapporo. Występując w chodzie na 50 km mężczyzn zajął 8. miejsce z wynikiem 3:52:01.